# Dolní Hořice
Dolní Hořice település Csehországban, a Tábori járásban. Dolní Hořice Vodice, Pohnánec, Rodná, Pohnání, Ratibořské Hory, Chýnov, Radenín, Křeč és Obrataň településekkel határos. Lakosainak száma 841 fő (2024. január 1.).

## Népesség
A település lakosságának változását az alábbi diagram mutatja:
| Lakosok száma | 2682 | 2797 | 2452 | 1645 | 1060 | 823  | 825  | 838  | 831  | 841  |
|               | 1869 | 1890 | 1921 | 1950 | 1980 | 2001 | 2017 | 2019 | 2022 | 2024 |